# Uno zoo d'inverno
Uno zoo d'inverno (冬の動物園?, Fuyu no dōbutsuen) è un manga one-shot scritto e illustrato da Jirō Taniguchi. Venne serializzato sulla rivista giapponese Big Comic Original della casa editrice Shogakukan tra il 2005 e il 2007. I sette capitoli del manga vennero poi raccolti in un singolo tankōbon pubblicato in Giappone il 28 marzo 2008. Il manga venne candidato nella categoria Miglior graphic novel alla 16ª edizione dei Ignatz Awards del 2012.
In Italia è stato pubblicato da Rizzoli Lizard il 27 gennaio 2010, mentre in inglese è uscito con il titolo A Zoo in Winter da Fanfare/Ponent Mon il 23 giugno 2011.

## Trama
Kyoto, 1966. Hamaguchi è un diciottenne col sogno di diventare designer, che non riesce a trovare soddisfazione nel suo lavoro da corriere per un'impresa di abbigliamento all'ingrosso. Si trasferisce quindi a Tokyo e, grazie a un amico, ottiene un lavoro come assistente di un famoso mangaka. Nonostante il lavoro sia impegnativo e gli orari, in particolare vicino alle scadenze, siano massacranti, il ragazzo sente di aver trovato la sua vocazione. Nel poco tempo libero Hamaguchi inizia a creare un suo manga, ma gli manca la fiducia in se stesso per portarlo a termine.
Un giorno gli viene presentata una giovane ragazza dalla salute molto fragile e gli viene chiesto di passeggiare con lei nei giorni in cui può uscire dall'ospedale. Con il suo incoraggiamento e i suoi consigli, Hamaguchi riesce a completare il suo manga e a presentarlo ad una casa editrice. Tuttavia, il deteriorarsi delle condizioni della ragazza impediscono ad Hamaguchi di rivelarle il suo crescente amore per lei.